# Worldwide Underground
Worldwide Underground – album Erykah Badu.

## Lista utworów
1. "World Keeps Turnin' (Intro)" (Erykah Badu) – 1:39
2. "Bump It" (Badu, A. Maggett, James Poyser, B.R. Smith) – 8:49
3. "Back in the Day (Puff)" (Badu, Maggett, Poyser, Smith) – 4:46
4. "I Want You" (Badu, Maggett, Poyser, Smith) – 10:53
5. "Woo" (Badu, R.C. Williams) – 3:14
6. "The Grind" (Badu, Dead Prez) – 2:49
7. "Danger" (Badu, Poyser, Smith, Williams) – 5:49
8. "Think Twice" (Badu, Donald Byrd) – 3:02
9. "Love of My Life Worldwide" (Badu, Bahamadia, Queen Latifah, Angie Stone) – 5:26
10. "World Keeps Turnin' (Outro)" (Badu) – 4:01
11. "Love of My Life (Featuring Common) (Saadiq, Badu, Lynn, Poyser, Ozuna) (UK Bonus Track) – 3:50
12. "Hollywood" (UK Bonus Track) – (5:32)